# 롱궁1호
롱(룽)궁 또는 용궁(龍宮)은 2006년부터 중국이 진행 중인 해저정거장 건설 프로젝트로서 2020년까지 해저 2천 500m에 50명의 인력이 최대 2개월간 머물 수 있는 시설을 완공을 목표로 하고 있다.

## 제원 및 용도
- 가로 22m
- 세로 7m
- 높이 8m
- 무게 250t

해저정거장은 심해 지형 및 광물자원 탐사, 과학실험 등의 전진기지 역할을 하게 되며 심해 연구 인력이 먹고 자고 휴식하는 공간으로도 활용될 예정이다. 또 해저 2천500m에서 50명의 인력이 최대 2개월간 머물 수 있는 시설을 계획하고 있다. 추후 중국은 1만1천m급 유인심해잠수정을 개발하기 위해 연구에 착수한 것으로 알려졌다. 중국, 1만1천m급 심해잠수정 개발 착수"

## 같이 보기
- 해저정거장
- 텐궁1호